# アクセス禁止
アクセス禁止（アクセスきんし）とは主にコンピュータネットワーク上で、特定のデータやリソースに通信接続することを技術的に禁ずること、またはその状態を指す。
建物や店舗などでの「出入り禁止（状態）」に相当する。俗に「アク禁」と略される。
狭義にはインターネットなどにおいて、掲示板やウェブサイト（ホームページ）などといったサービスへの、特定経路からの通信・接続に応じないことを指し、主に荒らしなどの迷惑行為に終始する、性格的な問題のある利用者の利用を封じる目的で行われるコンピュータ設定上の操作を指す。
掲示板上では、アクセス禁止のことを「アクセス規制」や「アクセス制限」と呼ぶところもある。

## 概要
一般的な概念上、インターネットに接続されたサーバとなっているコンピュータの中に収められた公開情報や公開リソース（資源・資産）は、誰にでも閲覧することが可能な状態にある。しかし中には、倫理的にそれらの情報に触れるべきでない人がいる例や、運営側にとって都合の悪いふるまい（善意・悪意を問わず）を行う者もいる。そのような、公開資産や情報に触れさせるべきでない・触れさせたくない者を締め出す行為を「アクセス禁止にする」と称する。

### ネットワークアドレスによるアクセス禁止
コンピュータネットワークにおいては、通信相手がどのような通信経路を辿って接続しているかを調べることは、基本仕様の上で非常に容易く設計されており、またそれらの仕組みも充実している。この通信経路は大抵の場合、特定の誰かが使っているパソコンは、何処から接続しているかは大体決まっている ため、「リモートホスト」および「IPアドレス」を使い、特定のあるいは連続したある一定範囲内の「リモートホスト」ないし「IPアドレス」からの接続を拒否する、または「特定のIPアドレスの範囲」または「特定のプロバイダを示すリモートホスト」からの接続を拒否するといった方法でコンピュータを設定することで、アクセス禁止を行うことが可能である。
なおインターネットにおいては、リモートホストのグローバルIPアドレス（インターネット上における一意のアドレス）はインターネットサービスプロバイダが接続のたびに割り振っているため、モデムの電源を落としてから再度入れることで簡単に変えられる（偽装できる）ほか、プロバイダによっては通信のないときは一定時間ごとに切り替えを行うこともあるため、単一アドレスのブロックではあまり意味がない場合もあるが、CATVなど一部のサービスでは固定のIPアドレスを割り振る場合も多く、さらには一連のIPアドレス範囲にブロック指定することも可能なため注意が必要で、しばしば荒らしや迷惑メールといった宣伝行為などの問題に関連して、同じプロバイダを利用しているだけの無関係な利用者が巻き添えを受けるケースもまま見出せる（IPアドレスが単なる数字のみであるのに対し、リモートホストはプロバイダの事業者やアクセスポイントの大まかな地域まで特定できる場合があるため、IPアドレスよりリモートホストを重視すべきである）。
また、IDとパスワードを使って、特定のユーザーのみを特定の情報提供場所に受け入れる設定を施すことも可能であるため、このIDとパスワードを持たないそれ以外の人を、アクセスできない状態に保つことも可能である。逆に所定の利用者がそのコンピュータが提供する情報や機能を利用できないよう締め出してしまうこと（一種のロックアウト）も可能である（後述）。

### 国家によるアクセス禁止
中華人民共和国本土（いわゆる大陸地区）ではグレート・ファイアウォールを運用し、同国内に提供されるインターネットの情報（特に、中国共産党や中国の歴史にとって不都合な批判）にアクセス制限をかけている。これによりGoogle系サービス（Google、YouTube等）やWhatsApp、Telegramなどの世界大手のメッセンジャーが使えない。「elgooG」など、Googleのウェブサイト迂回路を設置する活動者による活動もみられる。VPNサービスとの規制回避イタチごっこも激しい。この規制は中国市場向けに特化したサイトやサービスの独自発達を促し、百度やWeChatを始めとする有力サービスを多数育てる結果となった。
キューバでは、国外のウェブサイトの接続は「国家による許可制」となっている。
大韓民国では、国家保安法の規定により、北側（朝鮮民主主義人民共和国政府支配地域）が関わっているサイトの接続を禁止している。朝鮮民主主義人民共和国でも同様に南側（韓国政府支配地域）関係のサイト（青瓦台、カカオトーク等）に接続できない。ただし、一般住民と外国人滞在者ではネットアクセス環境が異なり、少なくとも外国人向けの環境では中国本土ほどの規制はない（Google系やWhatsAppも可）。一般住民向けにはイントラネットが発達している。
不敬罪に該当するとして、動画共有サイト・YouTubeのアクセスを禁止していた・いる国家として、タイ王国、トルコ、パキスタンが挙げられる。
- タイ王国では、「タイ王室を冷やかす内容の動画を削除するよう要求したのに対し、Googleが応じなかった」として。
- トルコでは、初代大統領の「ムスタファ・ケマル・アタテュルクを中傷した動画が存在する」として。
- パキスタンでは、「ムハンマドを使った漫画が掲載されている」として。

なお、いずれも今はアクセス規制が解除されているが、いつアクセス規制が始まるかは不明である。

### 建物・施設でのアクセス禁止
企業・地方公共団体・中央省庁などでは、業務中の従業員らによる業務に関係のないウェブサイトへの接続を制限し、そのアクセス履歴をサーバで記録していることがある（ブラウザの側で履歴やキャッシュを消去しても、それだけでは完全に消去できない）。
こういった場合には、業務態度への評価にも絡み、解雇などの処罰を伴うケースも度々報じられている。日本では2ちゃんねるに社会から部外秘の情報を書き込んだり、公務員・議員関係者が勤務中にウィキペディア日本語版の記事を編集した事件も聞かれる一方で、特定のサイトへの接続を制限することもしばしば行われる。
この他、通常のウェブブラウザや電子メール以外の通信をシャットアウトする場合も見られる。例えば個人情報漏洩などの事件に絡んでPeer to Peer（P2P）クライアントの通信を禁止したり、あるいはインスタントメッセンジャーソフトウェアの通信、またVoIPクライアントによる通信も制限している場合もある。特に予期されないポート番号を使った通信などは、アクセス制限される。

## コンピュータ利用者に対するロックアウト
一般的な用語としてのロックアウトは、交渉の手段として所定の施設や設備の利用を制限することだが、コンピュータ用語（コンピュータセキュリティ）におけるロックアウトでは、少々別の意味で用いられる。
この場合のロックアウトでは文字通りの「締め出し」で、コンピュータの利用に際して必要なアカウントの凍結などを指す。これは様々な理由により行われることがあるが、大抵の場合は利用規約に反して使用した場合や何らかの迷惑行為を行った利用者のアカウントに対して、管理者が行う措置である。
多くの場合は一過的な措置で利用者の反省を促したり、感情的に成り過ぎた利用者に冷静になる期間を与えるために行われる。しかしこの警告を無視して同様の行為を繰り返す場合には、アカウント剥奪やアクセス禁止といったより厳しい措置がとられるが、このアカウント剥奪も含めてロックアウトと表現する。
例としては、インターネット・サービス・プロバイダの迷惑メール送信者への対応が挙げられる。迷惑メールの送信者に対しプロバイダ側は止めるように求めるが、それでも止めない場合は利用規約を楯にサービスの提供を打ち切り、アカウントを抹消してしまう（日本での場合）。

### 利用者の利益を守るための締め出し
また、これとは全く別の場合としては、利用に際してのアクセス手順において（別々の）誤ったパスワードを繰り返し入力した場合などに、不正な利用を防止する意図で一時的に利用を差し止め、正当な利用者の権利を守るために行われることもある。
この場合には、正当な利用者にメールや電話・封書などで連絡を取って、本人確認を行った上で、誤ったパスワードを繰り返し入力してきた者が当人であれば、アカウント回復を、当人以外の不正アクセスが疑われる場合には、アカウント移動や変更を提案するなどして、利用者の利益を保護する。
この場合の例としては、銀行のキャッシュディスペンサーや現金自動預け払い機などの対応が挙げられる。ATMでキャッシュカードの取り忘れでも、起きる事例でもある。
この装置は、銀行預金者の財産を保護するため、所定の回数暗証番号を間違えると、キャッシュカードを入手した第三者が不当にカードを悪用して、預金者の財産を盗もうとしていると判断し、当てずっぽうの暗証番号で「預金が引き出されない様」にと、カードをATMに飲み込んで取り上げた上で、操作を受け付けないように設計されている。
その上で、間違って暗証番号を入力した相手が預金者本人か、銀行員が直接会って確認した上でカードを返却するという手順を行っている。

## 問題点
技術的にはアクセス禁止対象として特定のホストコンピュータやアクセスポイントを含む、リモートホストでの細かい設定も可能だが、より広範囲に特定のプロバイダ、さらには特定の国からの接続を締め出すことも可能である（例：****.ne.jpのように、特定のプロバイダによる接続を締め出すこともできるが、****.jpのみだと、日本からの接続をほとんど締め出してしまうことになる）。しかし、本来は自由に門戸を開いて居る筈のインターネットにおける、一種の差別にも繋がりかねないため一律に締め出すのは倫理的な問題を含む。
過去には国内屈指のアクセス数を持つ2ちゃんねる上において幾度か、特定プロバイダからの接続を一斉に拒絶したり、2003年（平成15年）7・8月にはAOLが自社サービスのユーザー宛に特定のプロバイダから送信された電子メールを締め出してしまい、一部では混乱も生じた。
これら特定プロバイダ締め出しの原因と成ったのが、俗にスパマー（Spammer: 迷惑メールなどのスパムメッセージ送信者）と呼ばれる、事前承諾なく広告を送り付けて回るユーザーの為であったが、この問題を受け、締め出されたプロバイダは、これら迷惑行為の常習者に警告を送り、従わなければ契約を解除するなどの、前述のロックアウトを行うといった強硬手段に訴えている。